# Аньибилекру
Аньибиле́кру, также Агнебиле́кру (фр. Agnibilékrou) — город на востоке Кот-д’Ивуара, на территории области Муайен-Комоэ. Административный центр одноимённого департамента.

## Географическое положение
Город находится в северо-восточной части области, вблизи границы с Ганой, на расстоянии приблизительно 225 километров к востоку-северо-востоку (ENE) от столицы страны Ямусукро. Абсолютная высота — 230 метров над уровнем моря.

## Население
По данным переписи 1988 года численность населения города составляла 24 413 человек.
Динамика численности населения города по годам:
| 1975   | 1988   | 2012   |
| ------ | ------ | ------ |
| 13 355 | 24 413 | 49 330 |

## Транспорт
Ближайший аэропорт расположен в городе Абенгуру.

## Города-партнёры
- Лафайетт (США)
- Ле-Канне (Франция)